# Crònica de Brussel·les
La Crònica de Brussel·les (llatí: Chronicon Bruxellensis), dita així pel fet que es conserva a la Biblioteca Reial de Bèlgica, a Brussel·les, és una breu crònica anònima que documenta la història de l'Imperi Romà des dels seus antecedents immediats amb Juli Cèsar fins al regnat de l'emperador Romà III Argir (r. 1028-1034). Es compon de tres parts, de les quals la primera i la tercera es redueixen essencialment a una llista de noms: la primera des de Juli Cèsar fins a Constantí I el Gran, la segona des de Constantí fins a Miquel III l'Embriac i la darrera des de Basili I el Macedoni fins a Romà III Argir. Hom ha plantejat la possibilitat que fos escrita per un monjo del monestir d'Estúdion a la primera meitat de la dècada del 1030, sense perjudici que alguns passatges fossin interpolacions posteriors.
El còdex supervivent és una còpia de l'original feta presumiblement en un moment indeterminat del segle xiii. La seva publicació per l'arqueòleg i historiador belga Franz Cumont a la darreria del segle xix suscità un viu interès entre els historiadors russos, atès que la Crònica de Brussel·les és l'únic document conegut que dona la data exacta del setge de Constantinoble pels rus l'any 860.